# Nemo (chien)
Pour les articles homonymes, voir Nemo.
Nemo, né sous le nom de Marin en avril 2016 à Tulle (Corrèze), est un chien croisé Labrador Retriever-Griffon, de robe noire, appartenant au président de la République française Emmanuel Macron et à son épouse Brigitte.

## Biographie
Nemo naît sous le nom de Marin en avril 2016 à Tulle, ville gouvernée de 2001 à 2008 par François Hollande, prédécesseur d'Emmanuel Macron en tant que Président de la République française (2012-2017),. En août 2017, il vit dans un refuge pour animaux géré par la Société protectrice des animaux (SPA), à Hermeray, dans les Yvelines, près de Paris. Au début du même mois, Brigitte Macron visite le centre et annonce au personnel que le couple présidentiel veut adopter un chien ayant certains traits distinctifs. Leur choix se porte sur ce croisement de Labrador retriever-Griffon noir, nommé Marin. 
Le 27 août 2017, lors de son retour de leurs vacances d'été, le président Macron et son épouse reviennent au centre SPA et adoptent officiellement Marin. Le président le rebaptise Nemo, d'après un personnage de l'un de ses romans préférés, Vingt mille lieues sous les mers par Jules Verne.
Nemo vit au palais de l'Élysée, résidence officielle du président français, depuis le lundi 28 août 2017. Il passe ses journées dans l’aile est du palais de l’Elysée où se situe le bureau de Brigitte Macron et de ses collaborateurs. Lors de son premier jour de résidence, il a accueilli Idriss Déby, Président du Tchad, aux côtés du Président Macron. Le chien était également présent pendant sa poignée de main avec le Président du Niger Mahamadou Issoufou.
Ses frasques sont reprises dans les médias ; il a notamment déséquilibré Brigitte Macron, uriné sur une cheminée du palais de l’Élysée, mangé les chaussures d'Emmanuel Macron et poursuivi le véhicule du couple présidentiel à sa sortie du palais, entre octobre et décembre 2017. Des difficultés pour le maîtriser en promenade ont été rapportées, Bernard Mabille disant avoir failli écraser Brigitte Macron en voiture sur les Champs-Élysées après que Nemo lui a échappé.
Le chien est néanmoins populaire auprès de la population française, ayant notamment reçu de nombreux cadeaux de Noël. Le 25 décembre, le couple présidentiel pose avec Nemo pour les vœux de Noël. Ce chien n'a pas participé au séjour d'une semaine du couple Macron au ski dans les Pyrénées fin décembre 2017, ayant été gardé une semaine par un particulier dans les Yvelines,. Le 29 avril 2018, la presse révèle que les croquettes de Nemo sont directement payées par le couple Macron, sans alourdir le budget de l’Élysée.
En août 2020, Nemo est associé à un canular qui faisait de lui le coauteur d'un soi-disant article scientifique visant selon ses véritables auteurs à souligner les travers éditoriaux de certaines revues scientifiques dites "prédatrices", en l'occurrence de celle dont le sérieux avait été défendu contre toute évidence par la députée Martine Wonner.
Depuis le 5 février 2019, l’Élysée a mis en vente une peluche de Nemo, dont une partie des gains sera versée à la SPA. Le don par peluche représente l'alimentation d'un chien durant une semaine. En décembre 2020, Nemo apparaît dans un clip de sensibilisation contre l'abandon des animaux de compagnie.
En janvier 2022, Nemo apparaît dans un clip vidéo humoristique pour faire la promotion de l’opération « Pièces Jaunes 2022 », portée par la Fondation des Hôpitaux que préside Brigitte Macron.

## Analyses
Le journaliste Michaël Darmon cite l'histoire de Nemo comme étant « une merveille de storytelling », entre le passage de la SPA au palais de l'Élysée et le nouveau nom du chien, faisant référence à la fois à un personnage de Jules Verne et à la ville d'Amiens dont est originaire Emmanuel Macron.